# ميهين
ميهين هي لعبة لوحية تم لعبها في مصر القديمة. تم تسمية اللعبة في إشارة إلى ميهين، إله الثعبان في الديانة المصرية القديمة.

## تاريخ
تم العثور على أدلة على لعبة ميهين من عصر ما قبل الأسرات التي يرجع تاريخها إلى ما يقرب من 3000 قبل الميلاد وتستمر حتى نهاية المملكة المصرية القديمة، حوالي 2300 قبل الميلاد. بصرف النظر عن الألواح المادية، التي تعود في الغالب إلى عصور ما قبل الأسرات والعصور القديمة، تظهر لوحة ميهين أيضًا في صورة في قبر حسي رع، ويظهر اسمها لأول مرة في قبر رع حتب. تظهر المشاهد الأخرى التي تعود إلى الأسرة المصرية الخامسة والأسرة المصرية السادسة أشخاصًا يلعبون اللعبة. لا توجد مشاهد أو لوحات مؤرخة في المملكة المصرية الوسطى أو الإمبراطورية المصرية، ولذا يبدو أن اللعبة لم تعد تُلعب في مصر بعد الدولة القديمة. ومع ذلك، فقد تم تصويرها في مقابر يبلغ تعدادها حوالي 700، لأن زخارف القبور منسوخة من أصول الدولة القديمة.
يبدو أيضًا أن ميهين قد تم لعبه خارج مصر. تظهر بجانب لوحات أخرى تعرض لعبة سينيت في باب الذراع في الأردن وفي قبرص. في قبرص، تظهر أحيانًا على الجانب الآخر من نفس الحجر مثل سينيت، وتلك الموجودة في سوتيرا كامينودهيا بقبرص، التي يعود تاريخها إلى حوالي 2250 قبل الميلاد، هي أقدم الألواح ثنائية الوجه الموجودة على قيد الحياة المعروفة. نجت ميهين في قبرص لفترة أطول مما كانت عليه في مصر، مما يدل على أن اللعبة قد نشأت عند تبنيها في ثقافة الجزيرة.
قواعد ولعب ميهين غير معروفة تمامًا.

## ادوات

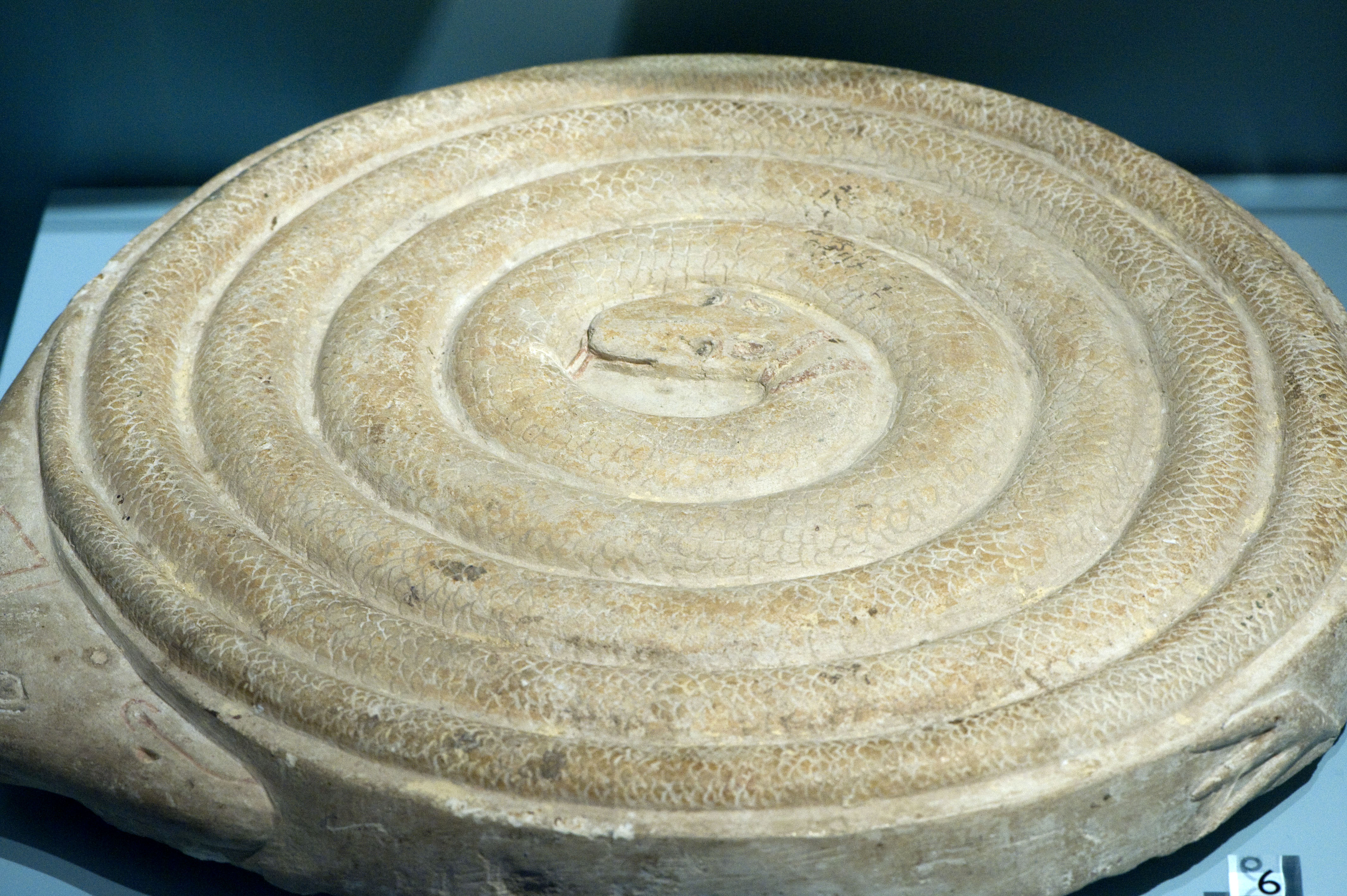
لوحة لعبة ميهين

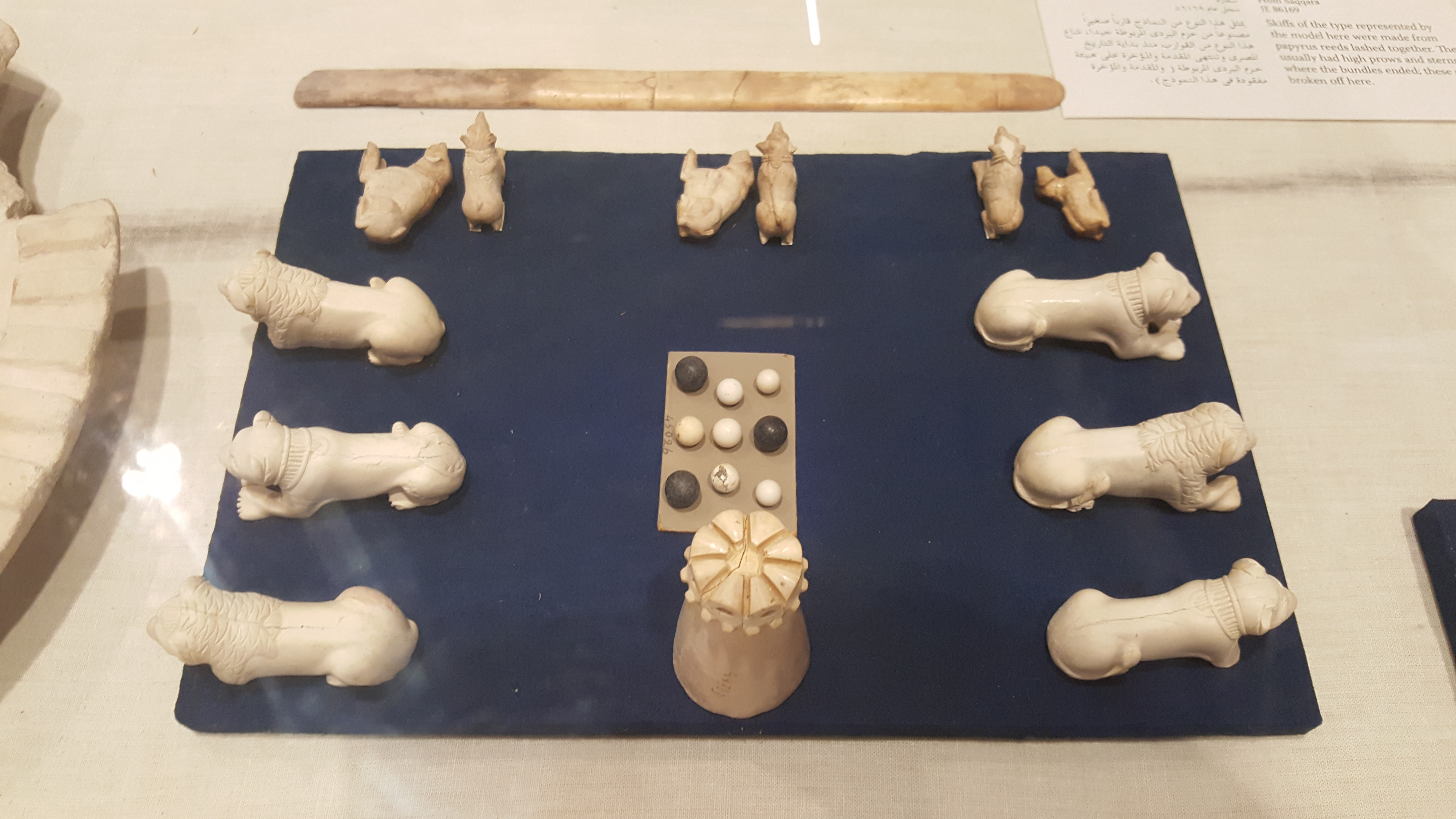
بيادق عاجية على شكل أسود ولبؤات وخرز من شركة ميهين للألعاب. يأتون من منطقتي أبو صير الملق وأبو رواش. هم موجودون في متحف الآثار المصرية في القاهرة.

في مصر، تصور لوحة الألعاب ثعبانًا ملتفًا ينقسم جسمه إلى مساحات مستطيلة. تم العثور على العديد من اللوحات بأعداد مختلفة من القطع، دون علامات أو زخرفة. في قبرص والمشرق، تأخذ الألعاب شكل دوامة من المنخفضات، أحيانًا مع المنخفضات المركزية أو الخارجية متباينة بحجمها الأكبر. تعرض هذه أيضًا عددًا متغيرًا من المنخفضات. يشير التباين إلى أن عدد الأجزاء كان ذا أهمية قليلة للعبة. الكائنات المرتبطة باللوحة قد تكون أو لا تلعب القطع. من الأدلة الأثرية، يبدو أن اللعبة قد لعبت بقطع على شكل أسد أو لبؤة، في مجموعات من ثلاثة أو ما يصل إلى ستة، وبعض الكرات الصغيرة.